# Lycée en France
Pour un article plus général, voir Enseignement secondaire en France.
« Lycée français » redirige ici.  Pour les lycées français à l'étranger, voir Établissement scolaire français à l'étranger.
 (avril 2025).
Dans le système éducatif français, le lycée correspond au second cycle des études secondaires. Le nom vient du Lycée, un gymnase d'Athènes près duquel Aristote enseignait. L'origine de cette appellation serait due à la proximité d'un sanctuaire dédié à Apollon Lykeios.
Ce second cycle peut être général, technologique ou professionnel. Il correspond principalement aux trois dernières années de l'enseignement secondaire (seconde, première et terminale), pour des adolescents âgés, généralement, de 15 à 18 ans (du début de la seconde à la fin de la terminale). Par extension, le lycée est l'établissement scolaire de cet enseignement. Les enseignements au lycée aboutissent à des examens finaux et nationaux : le baccalauréat ou le CAP. Pourtant, un certain nombre de filières relevant de l'enseignement supérieur, comme les BTS, les CPGE et les classes préparatoires au DCG, sont en partie prises en charge par les lycées. En 2013, il y avait : 1 513 lycées généraux et technologiques, 1 086 lycées professionnels dont 218 lycées professionnels agricoles et 12 lycées professionnels maritimes, 6 lycées de la Défense.
Jusqu'en 1959, le terme « lycée » désignait des établissements financés par l'État couvrant l'ensemble de l'enseignement secondaire long (de la sixième à la terminale). L'organisation des cursus au sein des lycées français a été partiellement modifiée lors de la « réforme du lycée » créée par les ministères Darcos et Chatel de 2007 à 2009, et dont l'application a commencé à la rentrée 2010 pour les secondes, 2011 pour les premières et 2012 pour les terminales.
En 2018, le ministre de l'Éducation nationale Jean-Michel Blanquer présente une réforme afin de faire du lycée un véritable « tremplin vers la réussite » dans l'enseignement supérieur. Les dispositions entrent en vigueur au fur et à mesure, à la rentrée 2019 pour les secondes et les premières et à la rentrée 2020 pour les terminales. Les nouvelles épreuves du baccalauréat sont déployées pour la première fois lors de la session 2021.

## Histoire

### Période napoléonnienne
Créé à l'origine par Napoléon Bonaparte par la loi du 11 floréal de l'an X (1er mai 1802) pour former « l'élite de la nation », le lycée, selon l'expression de Napoléon, fait partie avec le Code civil ou encore la Légion d'honneur, des « masses de granit ».
Les lycées de garçons ont été créés en 1802 à partir des plus importantes écoles centrales. Le lycée assure une formation en lettres (français, latin, grec ancien (trois professeurs)) et en sciences (trois professeurs). L'article 5 du décret du 17 mars 1808 en fixe ainsi le programme : « Les langues anciennes, l'histoire, la rhétorique, la logique, et les éléments des sciences mathématiques et physiques ». Le régime usuel est l'internat ; les lycées sont marqués par un encadrement de type militaire et les élèves portent un uniforme. Peu nombreux (il était prévu en théorie un lycée par département), les lycées sont entièrement pris en charge par l'État. Le fonctionnement est assuré par un proviseur, aidé par un censeur et un économe ; l'enseignement est fait par des professeurs agrégés dont la fonction apparaît dans l'enseignement, après l'institution des « agrégés » créés par le roi Louis XV, en 1766, afin de compléter alors les professeurs déjà recrutés dans les collèges royaux. L'accès au lycée se fait après passage d'un examen de contrôle des connaissances apprises auparavant et la scolarité est aussi payante, même s'il est prévu d'accorder des bourses aux élèves qui en auraient besoin, vu les revenus de leurs parents.
Par la loi Chaptal du 1er mai 1802, dite loi du 11 floréal de l'an X, les neuf premiers lycées impériaux sont créés, sur les quarante-cinq qui seront instaurés durant la même année, selon une répartition géographique précise (un par arrondissement possédant un tribunal d’appel sur le territoire français de l’époque). Ces neuf premiers lycées sont situés dans les villes suivantes : Bruxelles, Marseille, Mayence, Lyon, Bordeaux, Strasbourg, Rouen, Turin et Paris. Le lycée impérial de Montpellier, actuel lycée Joffre, est considéré comme l'un des plus anciens lycées de France (avec le lycée Henri-IV de Béziers, datant de 1598) car directement issu de l'enseignement médiéval et, par la suite, universitaire.
À l'origine, ces quarante-cinq lycées portaient le nom de leur ville (excepté pour les lycées parisiens, au nombre de quatre). La liste ci-dessous les présente sous leur nom actuel. Les lycées des villes aujourd'hui étrangères n'existent plus.
- Alexandrie
- Amiens : Lycée Louis-Thuillier
- Angers : Cité scolaire David-D'Angers
- Avignon : Cité scolaire Frédéric-Mistral
- Besançon : Lycée Victor-Hugo
- Bonn
- Bordeaux : Lycée Michel-de-Montaigne
- Bourges : Lycée Alain-Fournier
- Bruges
- Bruxelles
- Caen : Lycée Malherbe
- Cahors : Lycée Gambetta
- Clermont-Ferrand : Lycée Blaise-Pascal
- Dijon : Lycée Carnot
- Douai : Lycée Albert-Châtelet
- Gand
- Grenoble : Lycée Stendhal
- Liège
- Limoges : Lycée Gay-Lussac
- Lyon : Collège-lycée Ampère
- Metz : Lycée Fabert
- Montpellier : Lycée Joffre
- Moulins : Lycée Théodore-de-Banville
- Nancy : Lycée Henri-Poincaré
- Nantes : Lycée Georges-Clemenceau
- Nice : Lycée Masséna
- Nîmes : Lycée Alphonse-Daudet
- Orléans : Lycée Pothier
- Paris :
  - Lycée impérial, aujourd'hui Louis-le-Grand
  - Lycée Napoléon, aujourd'hui Henri-IV
  - Lycée Bonaparte, aujourd'hui Condorcet
  - Lycée Charlemagne
- Pau : Lycée Louis-Barthou
- Pontivy : Lycée Joseph-Loth
- Poitiers : Collège Henri-IV (transformé en collège en 1974)
- Reims : Lycée Georges-Clemenceau
- Rennes : Lycée Chateaubriand
- Rodez : Lycée Ferdinand-Foch
- Rouen : Lycée Pierre-Corneille
- Strasbourg : Lycée Fustel-de-Coulanges
- Toulouse : Lycée Pierre-de-Fermat
- Turin
- Versailles : Lycée Hoche

Avec la Restauration, les lycées prennent le nom de « collèges royaux ». Ils reprennent le nom de lycée sous la Deuxième République, ce que confirme la loi Falloux. Les lycées comprenaient également des « petites classes », dont l'enseignement se rapprochait du primaire, classes connues sous le nom de petit lycée.

#### Lycées de jeunes filles
Les lycées de jeunes filles voient le jour avec la loi proposée par Camille Sée et votée le 21 décembre 1880. Cette loi instaure un enseignement secondaire féminin qui peut se dérouler dans des lycées de jeunes filles qui sont au nombre de 36 dès 1896. Le premier lycée de jeunes filles en France fut créé à Montpellier en 1881 : c'est l'actuel lycée Georges-Clemenceau. Les lycées et collèges publics deviennent gratuits (sauf pour les élèves internes) entre 1926 et 1930 et certains sont restés non-mixtes (essentiellement dans le privé) jusqu'au début du XXIe siècle.

### Émergence des filières classique et moderne

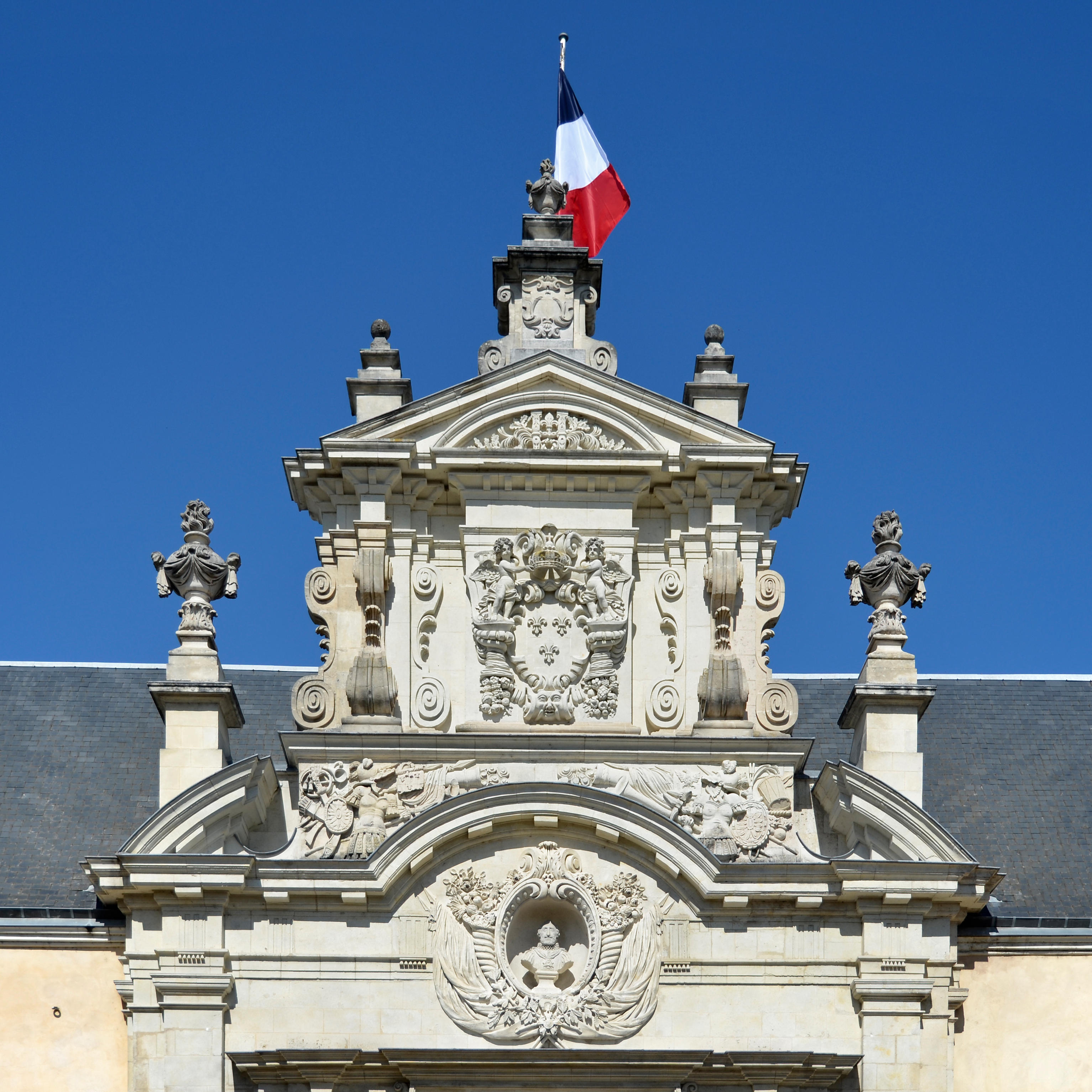
Portail du lycée de la défense du Prytanée à La Flèche.

Originellement, l'enseignement dans les lycées et collèges était uniquement classique, dans le sens où les langues latine et grecque étaient enseignées. Cependant, dans un contexte de Révolution industrielle et afin de former aux métiers du commerce et de l'industrie intermédiaires, c'est-à-dire compris entre le cadre et le manœuvre, l'idée d'un enseignement intermédiaire situé entre le primaire et le classique, semblable à la Realschule en Allemagne, prit forme.
Le 21 juin 1865, le ministre Victor Duruy institua l'enseignement spécial, prenant place dans les collèges afin de répondre à ces besoins ; cet enseignement était organisé en trois années et son programme était concentrique (l'on partait du programme de l'année précédente et on approfondissait) et plus tourné vers la pratique, comportant du dessin et de la menuiserie. Les professeurs étaient formés à l’École normale de Cluny.
L'enseignement spécial se rapproche de plus en plus de l'enseignement classique : sa durée s'allonge de trois, quatre et six, la nomenclature des classes est reprise et les débouchés se rapprochent de ceux du classique : Saint-Cyr, Polytechnique, etc. En 1891, l'enseignement spécial devient l'enseignement moderne.
L'enseignement secondaire est réformé en 1902 : dans les enseignements classique et moderne, quatre années de tronc commun (6e-3e) sont suivies par deux années de préparation du premier bac, dont il existe quatre formes : A : latin-grec, B : latin-langues, C : latin-sciences, D : langues-sciences. A, B et C sont de l'enseignement classique alors que D est de l'enseignement moderne. Dans l'enseignement classique, le grec pouvait être commencé en 5e. Ce premier bac donnait droit à pouvoir préparer, en une année, la seconde partie du bac (Mathématiques élémentaires et Philosophie). L'enseignement moderne accède ainsi à une forme d'égalité avec le classique, bien que perçu comme d'un niveau inférieur. Le primaire supérieur reprit le flambeau et les élèves issus du moderne.

### Vers la démocratisation du cycle secondaire

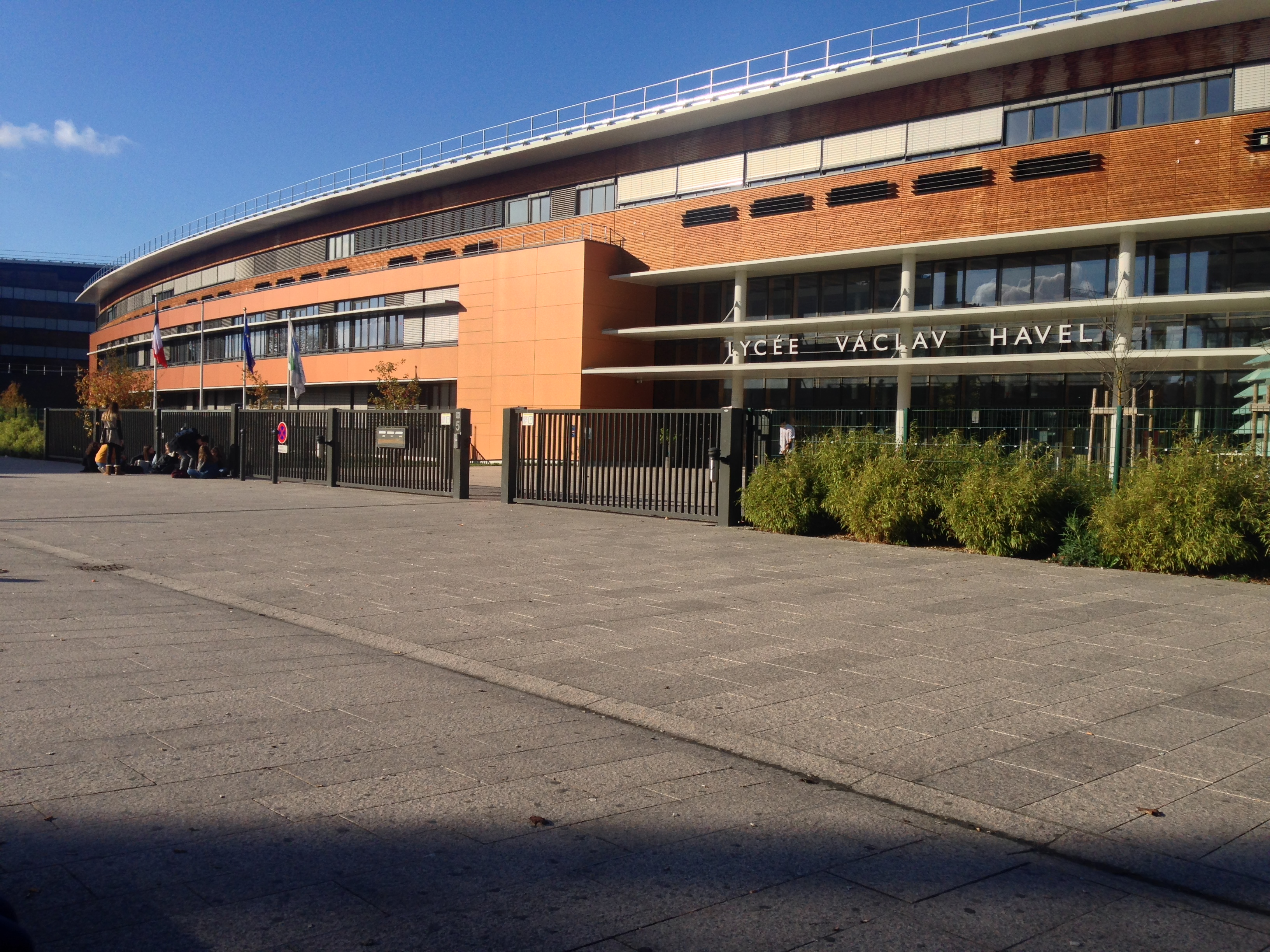
Lycée général Vaclav-Havel à Bègles.

De 1802 à 1959, le terme « lycée » désignait des établissements financés par l'État couvrant l'ensemble de l'enseignement secondaire long (de la sixième à la terminale), par opposition aux « collèges », qui pouvaient également couvrir l'ensemble du cycle secondaire long, mais étaient financés par la municipalité ou par le département. De 1959 à 1963, l'ensemble des collèges et lycées couvrant l'intégralité de l'enseignement secondaire long prirent la dénomination de « lycée ». À partir de 1963, le terme prend sa signification actuelle, le premier cycle de l'enseignement secondaire (de la 6e à la 3e) se transformant progressivement en « collège d'enseignement secondaire ».
Le décret no 59-57 du 6 janvier 1959 établit des « lycées classiques, modernes et techniques » ; les anciens collèges techniques et les écoles nationales professionnelles sont transformés en lycées techniques. En 1963, les petites classes des lycées sont supprimées et assimilées au primaire. En 1977 sont institués, par le décret no 76-1304 du 28 décembre 1976, les lycées d'enseignement professionnel, devenus lycées professionnels en 1985 par le décret no 85-1267 du 27 novembre. Les lycées généraux et les lycées techniques sont alors regroupés sous le nom de lycée d'enseignement général et technologique. Très souvent, les sections générales, technologiques et professionnelles de lycée coexistant dans ce qu'on appelle des lycées polyvalents.
En 1985, Jean-Pierre Chevènement, alors ministre de l'Éducation nationale lance le mot d'ordre : « 80 % d'une classe d'âge au baccalauréat », objectif repris de manière presque identique par son successeur, René Monory et repris par la loi d'orientation scolaire de 1989 de Lionel Jospin, alors ministre de l'Éducation Nationale. S'ensuit une décennie de fort développement des lycées et des premiers cycles universitaires. L'innovation la plus marquante de la période est la création du baccalauréat professionnel en 1985. Il permet aux titulaires d'un BEP ou d'un CAP de compléter leurs études secondaires et même d'envisager des classes post-bac. De 1987 à 1995, le nombre de bacheliers passe de 300 000 à 500 000. 40 % de cet accroissement s'explique par le succès des bacs professionnels.

### Réformes auXXIesiècle
Jusqu'en 1994, les filières du lycée s'appelaient A (littérature, philosophie, langues), B (économique et sociale), C (mathématiques), D (biologie), E (mathématiques & technique), F1, F2, F3, F4… F12 (regroupe les sections technologiques actuelles parmi lesquelles musique et danse, STI, SMS), G1, G2, G3 (tertiaire : secrétariat, commerce, comptabilité) et H (Techniques informatiques).
La réforme engagée en 2019 par Jean-Michel Blanquer, alors ministre de l'Éducation nationale, a modifié en profondeur le parcours au sein du lycée général et technologique comme suit.

## Caractéristiques
| Niv 4 Bac +0 17 |                                   | Baccalauréat général Arts, SES, SVT, HGGSP, Humanités, LCA, LLCE, Maths, PC, NSI, SVT, SITerminale générale |                                   | Baccalauréat technologique STAV, ST2S, STD2A, STMG, S2TMD, STI2D, STHR, STLTerminale technologique |                     | Baccalauréat professionnel Alimentaire, Vente, Beauté, Bâtiment, Santé, Design, Véhicules, NumériqueTerminale professionnelle | BMA                                   | BP                                    | CS5 CS4 CS3                           | BM                                    | BTM |
| Niv 3 16        | Première générale                 | Première technologique                                                                                      | Première professionnelle          | CAP 2e année                                                                                       | CAP 2e année        | CAP 2e année | CAP 2e année                          | CAP 2e année                          |                                       |                                       |     |
| 15              | Seconde générale et technologique | Seconde générale et technologique                                                                           | Seconde générale et technologique | Seconde professionnelle                                                                            | CAP 1re année       | CAP 1re année | CAP 1re année                         | CAP 1re année                         | CAP 1re année                         |                                       |     |
| RNCP Âge        | Lycée général                     | | Lycée technologique               | | Lycée professionnel | Centre de formation d'apprentis (CFA)                                                                                         | Centre de formation d'apprentis (CFA) | Centre de formation d'apprentis (CFA) | Centre de formation d'apprentis (CFA) | Centre de formation d'apprentis (CFA) |     |

### Lycée général et technologique
Le lycée général et technologique prépare aux baccalauréats général et technologique.

#### Seconde générale et technologique

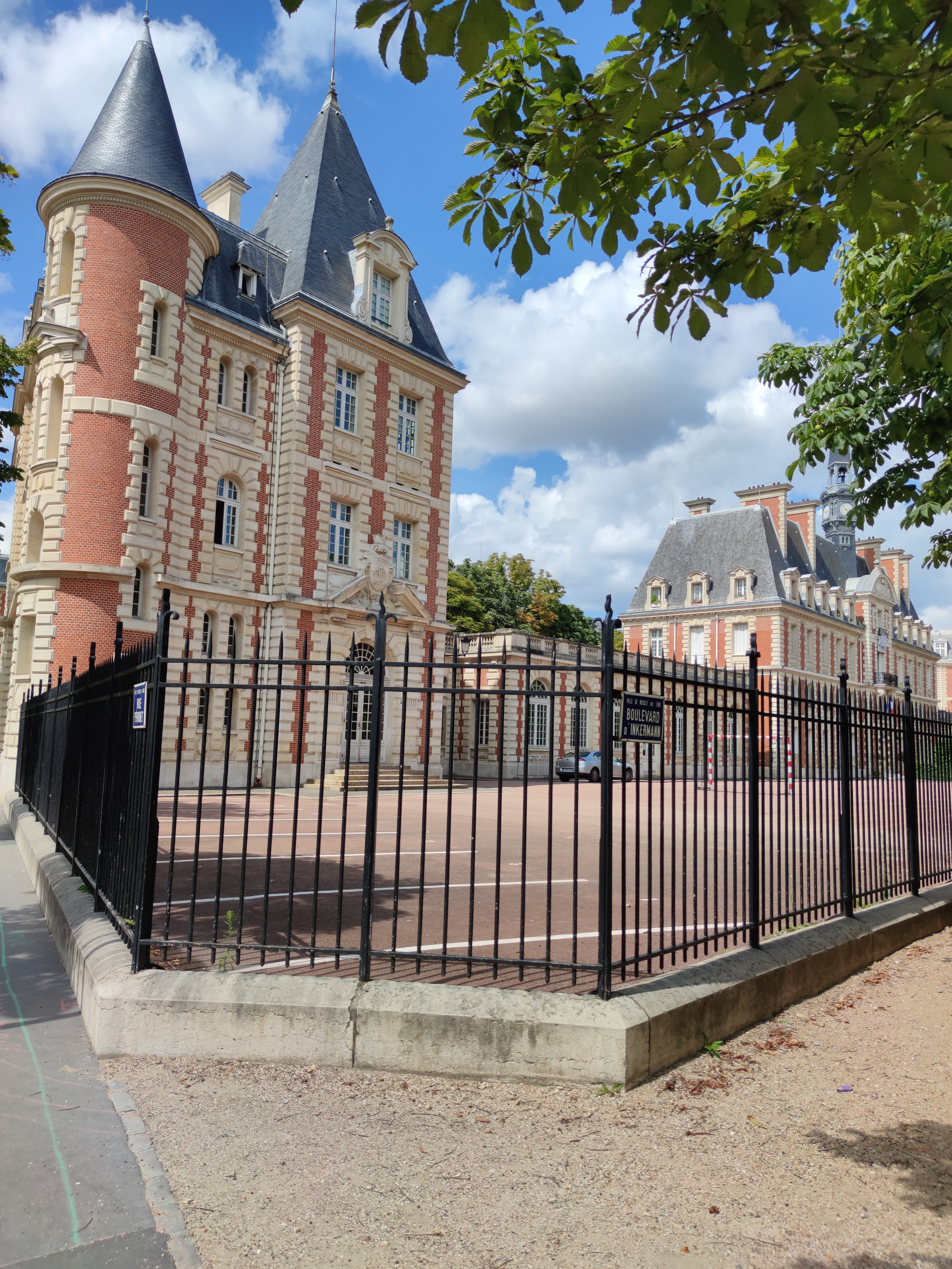
Le lycée Pasteur de Neuilly-sur-Seine.

La classe de seconde générale et technologique est dite indifférenciée : indépendamment de la filière à laquelle ils se destinent, les élèves suivent le même enseignement de tronc commun, complété s'ils le souhaitent par des enseignements optionnels généraux ou technologiques :
- 1 enseignement optionnel général au choix parmi :
  - Langues et cultures de l'Antiquité : Grec ou Latin
  - Langue vivante C
  - Arts : Arts du cirque ou Arts plastiques ou Cinéma-audiovisuel ou Danse ou Histoire des arts ou Musique ou Théâtre
  - Éducation physique et sportive
  - Écologie-agronomie-territoires-développement durable (uniquement dans les lycée d'enseignement général et technologique agricole)
- 1 enseignement optionnel technologique au choix parmi :
  - Management et gestion
  - Santé et social
  - Biotechnologies
  - Sciences et laboratoire
  - Sciences de l'ingénieur
  - Création et innovation technologiques
  - Création et culture - design
  - Hippologie et équitation ou autres pratiques sportives (uniquement dans les lycée d'enseignement général et technologique agricole)
  - Pratiques sociales et culturelles (uniquement dans les lycée d'enseignement général et technologique agricole)
  - Pratiques professionnelles (uniquement dans les lycée d'enseignement général et technologique agricole)

À la fin de l'année de seconde, l'élève choisit de continuer en voie générale ou en voie technologique.

#### Lycée général

##### Première générale
À son entrée en première, l'élève dispose d'un tronc commun auquel s'ajoutent trois enseignements de spécialité qu'il a choisis. À ces enseignements peuvent s'ajouter des enseignements optionnels. 3 enseignements de spécialité au choix parmi :
- Arts : Arts du cirque ou Arts plastiques ou Cinéma-audiovisuel ou Danse ou Histoire des arts ou Musique ou Théâtre
- Biologie-écologie (uniquement dans les lycée d'enseignement général et technologique agricole)
- Histoire-géographie, géopolitique et sciences politiques
- Humanités, littérature et philosophie
- Langues, littératures et cultures étrangères : Allemand ou Anglais ou Espagnol ou Italien
- Littérature et Langues et cultures de l'Antiquité : Grec ou Latin ou Enseignement commun en langues anciennes (ECLA)
- Mathématiques
- Numérique et sciences informatiques
- Physique-chimie
- Sciences de la vie et de la Terre
- Sciences de l'ingénieur
- Sciences économiques et sociales

1 enseignement optionnel au choix parmi :
- Langues et cultures de l'Antiquité : Grec ou Latin (peut être suivi en plus des autres enseignements optionnels)
- Langue vivante C
- Arts : Arts plastiques ou Cinéma-audiovisuel ou Danse ou Histoire des arts ou Musique ou Théâtre
- Éducation physique et sportive
- Hippologie et équitation (uniquement dans les lycée d'enseignement général et technologique agricole)
- Agronomie-économie-territoires (uniquement dans les lycée d'enseignement général et technologique agricole)
- Pratiques sociales et culturelles (uniquement dans les lycée d'enseignement général et technologique agricole)

##### Terminale générale
La classe de terminale est celle du baccalauréat. L'élève dispose d'un tronc commun auquel s'ajoute 2 des 3 enseignements de spécialité choisis en première. À ces enseignements peuvent s'ajouter des enseignements optionnels : 2 enseignements de spécialité au choix parmi :
- Arts : Arts du cirque ou Arts plastiques ou Cinéma-audiovisuel ou Danse ou Histoire des arts ou Musique ou Théâtre
- Biologie-écologie (uniquement dans les lycée d'enseignement général et technologique agricole)
- Histoire-géographie, géopolitique et sciences politiques
- Humanités, littérature et philosophie
- Langues, littératures et cultures étrangères : Allemand ou Anglais ou Espagnol ou Italien
- Littérature et Langues et cultures de l'Antiquité : Grec ou Latin ou Enseignement commun en langues anciennes (ECLA)
- Mathématiques
- Numérique et sciences informatiques
- Physique-chimie (avec 2 h en plus de physique-chimie)
- Sciences de la vie et de la Terre
- Sciences de l'ingénieur
- Sciences économiques et sociales

Un premier enseignement optionnel au choix parmi :
- Mathématiques complémentaires (pour les élèves n'ayant pas choisi la spécialité Mathématiques en terminale)
- Mathématiques expertes (pour les élèves ayant choisi la spécialité Mathématiques en terminale)
- Droits et grands enjeux du monde contemporain

Un deuxième enseignement optionnel au choix parmi :
- Langues et cultures de l'Antiquité : Grec ou Latin (peut être suivi en plus des autres enseignements optionnels)
- Langue vivante C
- Arts : Arts plastiques ou Cinéma-audiovisuel ou Danse ou Histoire des arts ou Musique ou Théâtre
- Éducation physique et sportive
- Hippologie et équitation (uniquement dans les lycée d'enseignement général et technologique agricole)
- Agronomie-économie-territoires (uniquement dans les lycée d'enseignement général et technologique agricole)
- Pratiques sociales et culturelles (uniquement dans les lycée d'enseignement général et technologique agricole)

Au terme de ces trois années, l'élève obtient un baccalauréat général annoté des deux spécialités suivies en terminale.

#### Lycée technologique

##### Première technologique
Pour accéder aux séries Sciences et technologies de l'hôtellerie et de la restauration et Techniques de la musique et de la danse, l'élève doit effectuer une classe de seconde spécifique indépendante de la classe générale et technologique. La classe de première technologique s'organise comme son homologue générale. Les élèves suivent un tronc commun auquel s'ajoute 3 enseignements de spécialité. Ils peuvent également compléter leur formation par des enseignements optionnels. La seule différence est le choix des enseignements de spécialité. Contrairement à la voie générale, ils sont directement déterminés par la série choisie. L'élève ne choisit donc pas ses enseignements de spécialité mais la série dans laquelle il veut évoluer. Pour certaines séries, des enseignements spécifiques sont au choix de l'élève. La série TMD n'est pour l'instant pas encore concernée par la réforme Blanquer, elle possède donc de dispositions spéciales. Séries technologiques proposées :
- Série Sciences et technologies de l'agronomie et du vivant (STAV) avec les enseignements spécifiques suivants :
  - Agroéquipement
  - Aménagement
  - Production
  - Services
  - Transformation
- Série Sciences et technologies du design et des arts appliqués (STD2A)
- Série Sciences et technologies de l'hôtellerie et de la restauration (STHR)
- Série Sciences et technologies de l'industrie et du développement durable (STI2D)
- Série Sciences et technologies de laboratoire (STL) avec les enseignements spécifiques suivants :
  - Biotechnologies
  - Sciences physiques et chimiques en laboratoire
- Série Sciences et technologies du management et de la gestion (STMG)
- Série Sciences et technologies de la santé et du social (ST2S)
- Série Techniques de la musique et de la danse (TMD) avec les options suivantes :
  - Instrument
  - Danse

Pour chaque série, peut être choisi un enseignement optionnel au choix parmi :
- Arts : Arts plastiques ou Cinéma-audiovisuel ou Danse ou Histoire des arts ou Musique ou Théâtre (sauf STAV et juste Arts plastiques pour TMD)
- Éducation/Pratiques physique et sportive (sauf TMD)
- Langue vivante C (uniquement STAV et STHR)
- Hippologie et équitation (uniquement STAV)
- Pratiques sociales et culturelles (uniquement STAV)
- Pratiques professionnelles (uniquement STAV)
- Harmonie ou solfège ou chorégraphie (uniquement TMD)

##### Terminale technologique
La classe de terminale technologique s'organise comme son homologue générale. Les élèves suivent un tronc commun auquel s'ajoute 2 enseignements de spécialité. Ils peuvent également compléter leur formation par des enseignements optionnels. De la même manière que la classe de première, les enseignements de spécialité sont définis par la série choisie. Pour certaines séries, des enseignements spécifiques sont au choix de l'élève. La série TMD n'est pour l'instant pas encore concernée par la réforme Blanquer, elle possède donc de dispositions spéciales. Séries technologiques proposées :
- Série Sciences et technologies de l'agronomie et du vivant (STAV) avec les enseignements spécifiques suivants :
  - Agroéquipement
  - Aménagement
  - Production
  - Services
  - Transformation
- Série Sciences et technologies du design et des arts appliqués (STD2A)
- Série Sciences et technologies de l'hôtellerie et de la restauration (STHR)
- Série Sciences et technologies de l'industrie et du développement durable (STI2D) avec les enseignements spécifiques suivants :
  - Architecture et construction
  - Énergies et environnement
  - Innovation technologique et éco-conception
  - Systèmes d'information et numérique
- Série Sciences et technologies de laboratoire (STL) avec les enseignements spécifiques suivants :
  - Biotechnologies
  - Sciences physiques et chimiques en laboratoire
- Série Sciences et technologies du management et de la gestion (STMG) avec les enseignements spécifiques suivants :
  - Gestion et finance
  - Mercatique (marketing)
  - Ressources humaines et communication
  - Systèmes d'information de gestion
- Série Sciences et technologies de la santé et du social (ST2S)
- Série Techniques de la musique et de la danse (TMD) avec les options suivantes :
  - Instrument
  - Danse

Pour chaque série, peut être choisi un enseignement optionnel au choix parmi :
- Arts : Arts plastiques ou Cinéma-audiovisuel ou Danse ou Histoire des arts ou Musique ou Théâtre (sauf STAV et juste Arts plastiques pour TMD)
- Éducation/Pratiques physique et sportive (sauf TMD)
- Langue vivante C (uniquement STAV et STHR)
- Hippologie et équitation (uniquement STAV)
- Pratiques sociales et culturelles (uniquement STAV)
- Pratiques professionnelles (uniquement STAV)
- Harmonie ou solfège ou chorégraphie (uniquement TMD)

Au terme de ces trois années, l'élève obtient un baccalauréat technologique de la série choisie (STAV-STD2A-STHR-STI2D-STL-STMG-ST2S-TMD).

### Lycée professionnel

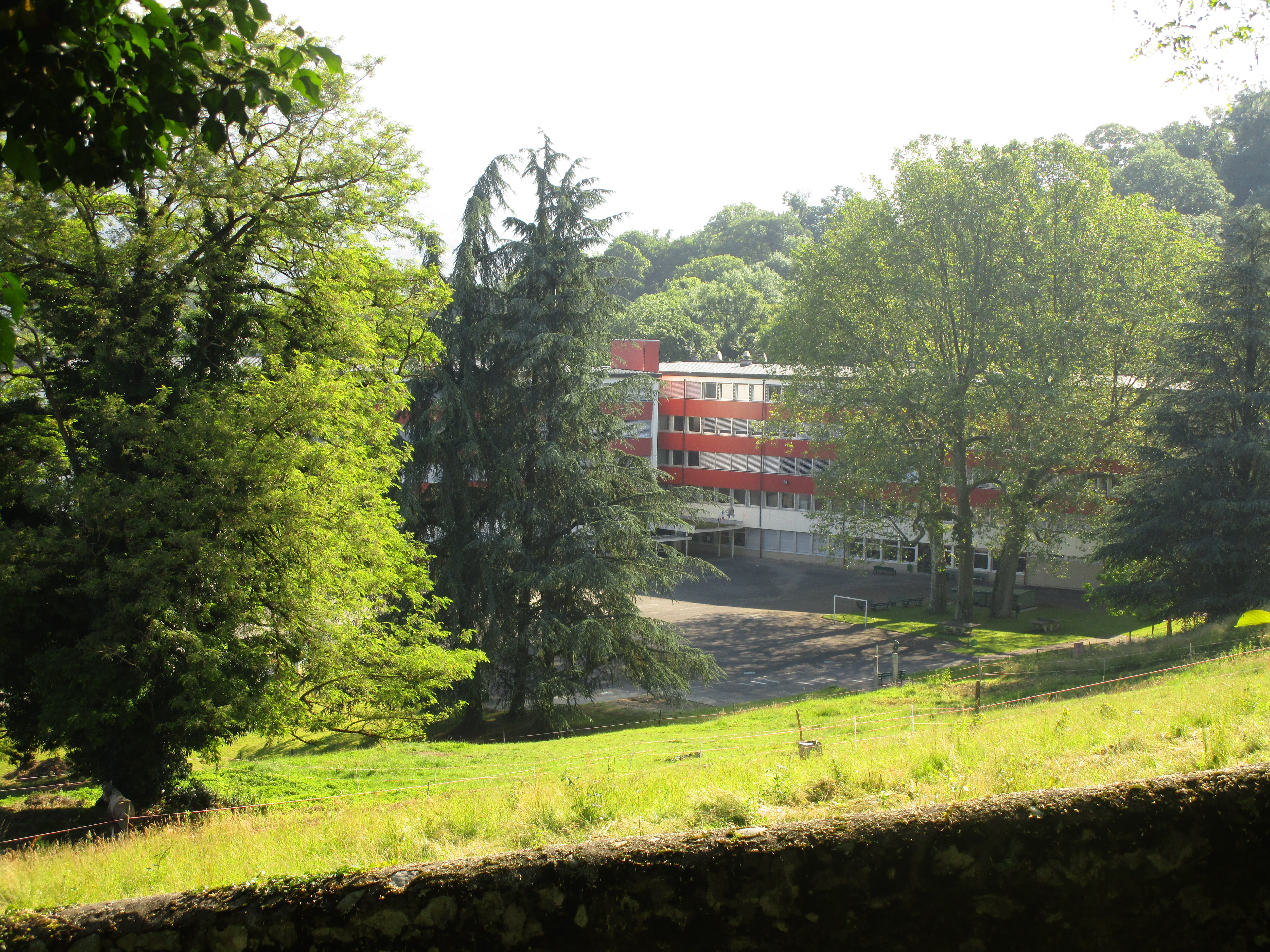
Lycée professionnel agricole de La Cardinière à Chambéry.

La voie professionnelle est la troisième possibilité offerte après le collège. L'enseignement est dispensé en lycée professionnel (LP) et débouche sur un Certificat d'aptitude professionnelle (CAP), un bac professionnel en trois ans, un brevet technique (BT) voire un bac technologique (qui se faisait par le biais d'une classe de première d'adaptation maintenant supprimée). Le brevet d'études professionnelles (BEP) est un diplôme intermédiaire, obtenu avec la validation de la première de baccalauréat professionnel.
En général, les lycées professionnels regroupent des sections cohérentes entre elles au niveau des formations. Ainsi, certains lycées professionnels concentrent des sections tertiaires, d'autres des sections industrielles, etc.
Les lycées des métiers sont des établissements dont l'identité et la formation sont construites autour d'un ensemble cohérent de métiers. Ces lycées s'engagent à se conformer pendant cinq ans renouvelables à un cahier des charges.

### Filières d'enseignement supérieur
Certains lycées comprennent aussi des sections de techniciens supérieurs ; des classes préparatoires aux grandes écoles ; des classes préparant au diplôme de comptabilité et de gestion.

## En tant qu’établissement
Il existe environ 4 300 lycées en France (dont 1 700 professionnels).

### Lycées publics

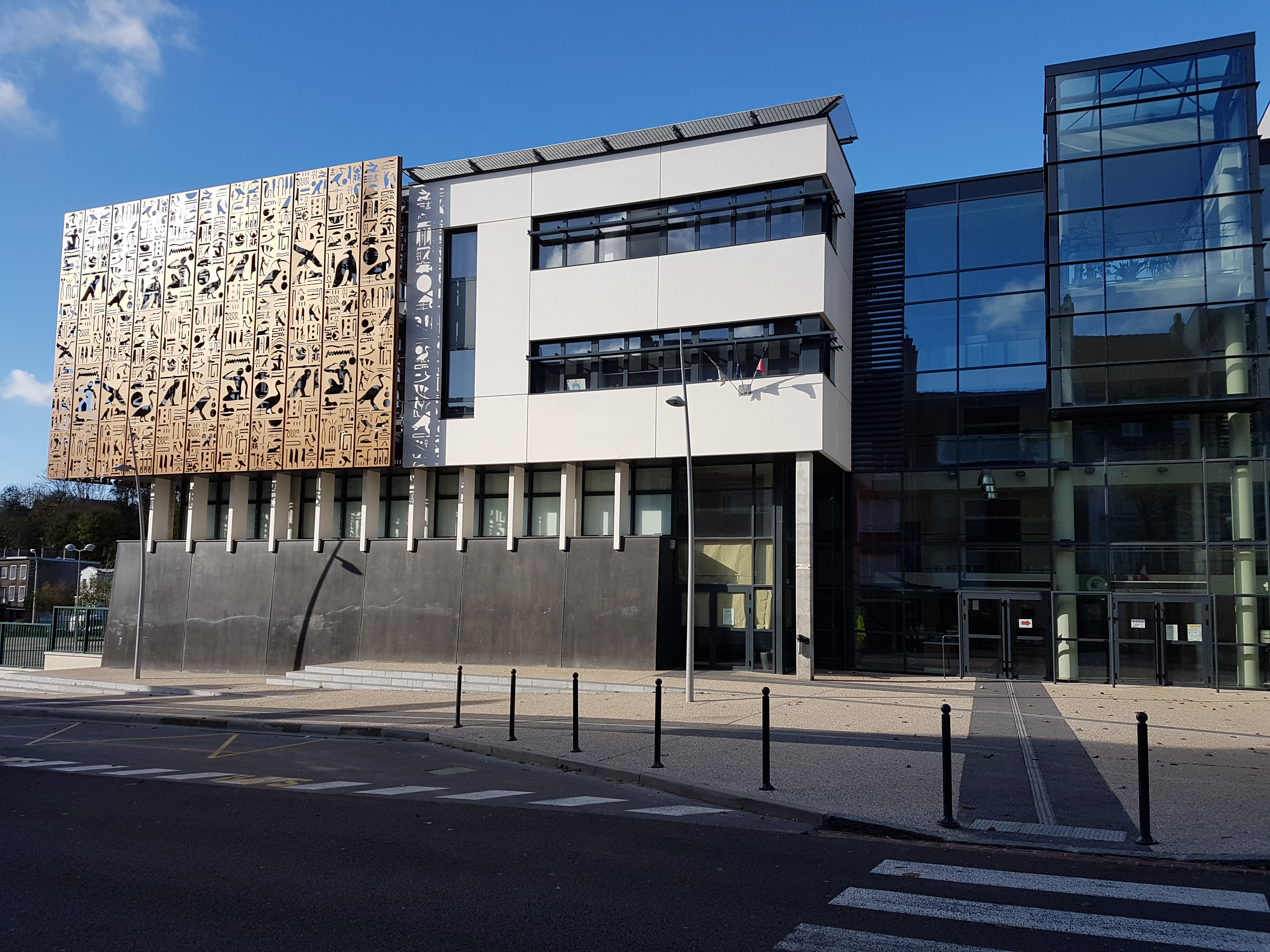
Lycée général et technologique de Boulogne-sur-Mer.

Les lycées publics sont des établissements de type EPLE. Les bâtiments appartiennent à la région, qui assure l'entretien, le fonctionnement, la restauration scolaire, l'internat, ainsi que la maintenance informatique. Le budget lycées des régions représente chaque année 5 milliards d'euros. De nouveaux établissements voient le jour, en particulier en région Occitanie, du fait du développement démographique croissant.
L’équipe de direction du lycée est constituée du proviseur, d'un ou plusieurs adjoints pédagogiques, ainsi qu'un adjoint gestionnaire. Ce dernier pouvant également être à la fois adjoint gestionnaire et agent comptable. On parlera alors de gestionnaire-comptable. Elle est complétée le cas échéant d'un chef de travaux pour le pilotage des enseignements technologiques et professionnels. Le conseil d’administration est composé de 30 membres et règle les affaires de l’établissement (projet, budget…).
Les lycées agricoles (218 en France), ou, pour les établissements publics, établissements publics locaux d’enseignement et de formation professionnelle agricoles (EPLEFPA), dépendent du ministère de l'Agriculture. Au niveau régional, la Direction régionale de l'Alimentation, de l'Agriculture et de la Forêt est responsable de l’enseignement agricole public. Ce service est l’équivalent du rectorat de l’Éducation nationale.
Les lycées professionnels maritimes (12 en France) dépendent du ministère de l'Écologie, du Développement durable et de l'Énergie. Au niveau inter régional, la Direction inter régionale de la mer est responsable de l’enseignement maritime public.
Il existe en France six lycées de la Défense, autrefois nommés « lycées militaires », répartis entre les trois armées. Réservés prioritairement aux enfants de militaires dans le but de leur offrir une scolarité stable et de haut niveau, ils accueillent, chaque année, environ 4 000 élèves en internat, de la classe de 6e jusqu’aux classes préparatoires militaires.
La démocratisation de l'enseignement secondaire s'est appuyée sur un accroissement considérable des ressources allouées à cet enseignement. La dépense a crû de 5 % par an de 1987 à 1993, soit cinq fois plus vite que dans les périodes antérieures et postérieures. Le coût annuel moyen d'un lycéen est d'environ 10 000 euros, et les dépenses ont augmenté de 50 % entre 1990 et 2004.

### Statistiques
|                                   | 1960-61 | 1970-71 | 1980-81 | 1990-91 | 2000-01 | 2001-02 | 2002-03 | 2003-04 | 2004-05 | 2005-06 | 2006-07 | 2007-08 | 2008-09 |
| Public                            |         |         |         |         |         |         |         |         |         |         |         |         |         |
| Collèges                          | 3 372   | 4 143   | 4 891   | 5 019   | 5 128   | 5 139   | 5 168   | 5 183   | 5 200   | 5 220   | 5 238   | 5 247   | 5 260   |
| Lycées pro.                       | 906     | 1 150   | 1 353   | 1 362   | 1 108   | 1 096   | 1 083   | 1 072   | 1 061   | 1 050   | 1 043   | 1 027   | 1 012   |
| Lycées généraux et technologiques | 1 203   | 1 171   | 1 134   | 1 294   | 1 513   | 1 527   | 1 531   | 1 538   | 1 545   | 1 551   | 1 554   | 1 563   | 1 567   |
| EREA                              |         |         |         | 82      | 80      | 80      | 80      | 80      | 80      | 80      | 80      | 80      | 80      |
| Total Public                      | 5 481   | 6 464   | 7 378   | 7 757   | 7 829   | 7 842   | 7 862   | 7 873   | 7 886   | 7 901   | 7 915   | 7 917   | 7 919   |
| Privé                             |         |         |         |         |         |         |         |         |         |         |         |         |         |
| Collèges                          | 1 810   | 1 294   | 1 757   | 1 814   | 1 808   | 1 802   | 1 803   | 1 804   | 1 788   | 1 790   | 1 773   | 1 778   | 1 771   |
| Lycées Pro.                       | 1 300   | 1 642   | 978     | 809     | 647     | 650     | 647     | 644     | 641     | 658     | 653     | 660     | 660     |
| Lycées généraux et technologiques | 1 899   | 1 676   | 1 194   | 1 290   | 1 102   | 1 094   | 1 077   | 1 082   | 1 069   | 1 074   | 1 069   | 1 063   | 1 063   |
| Total Privé                       | 5 009   | 4 612   | 3 929   | 3 913   | 3 557   | 3 546   | 3 527   | 3 530   | 3 498   | 3 522   | 3 495   | 3 501   | 3 494   |
| Total Public + Privé              | 10 490  | 11 076  | 11 307  | 11 670  | 11 386  | 11 388  | 11 389  | 11 403  | 11 384  | 11 423  | 11 410  | 11 418  | 11 413  |

### Palmarès des lycées d'enseignement général et technologique
Les différents classements d'établissements publiés par les médias utilisent les taux de réussite et/ou de mentions au baccalauréat publiés par le ministère de l'Éducation nationale ainsi que sur des indicateurs propres.

#### L'Étudiant
L'Étudiant publie en 2023 un classement qui s'appuie sur le taux de réussite au bac, la capacité à faire progresser les élèves, l'indice de stabilité (à compter de l'admission en première), le taux de mention au bac, la valeur ajoutée du taux de mention. Les dix meilleurs établissements français sont :
|    | Nom du lycée                          | Ville                  |
| 1  | Lycée Louise-Weiss                    | Sainte-Marie-aux-Mines |
| 2  | Lycée Notre-Dame                      | Peltre                 |
| 3  | Lycée Erea-Toulouse-Lautrec           | Vaucresson             |
| 4  | Lycée Germaine-Tillion                | Le Bourget             |
| 5  | Lycée Montgerald                      | Le Marin               |
| 6  | Lycée La Providence                   | Blois                  |
| 7  | Lycée international Lucie-Aubrac      | Pantin                 |
| 8  | Lycée hôtelier international de Lille | Lille                  |
| 9  | Lycée Jean-Paul-De-Rocca-Serra        | Porto Vecchio          |
| 10 | École Lucien-de-Hirsch                | Paris 19e              |

#### Le Figaro Étudiant
Le Figaro Étudiant publie en 2023 un classement qui s'appuie sur le taux de réussite au bac, le taux de mentions, la capacité de l'établissement de conserver ses élèves de la classe de seconde jusqu'au bac, et un indicateur original de valeur ajoutée. Les dix meilleurs établissements français sont :
|            | Nom du lycée                             | Ville     |
| 1          | Lycée Louis-le-Grand                     | Paris 5e  |
| 2          | Lycée Stanislas                          | Paris 6e  |
| 3          | Lycée Henri-IV                           | Paris 5e  |
| 4          | Lycée Bossuet-Notre-Dame                 | Paris 10e |
| 5          | Lycée Saint-Jean-de-Passy                | Paris 16e |
| 6          | École Jeannine-Manuel                    | Paris 15e |
| 7          | Lycée Henri-Matisse                      | Montreuil |
| 8          | Lycée général privé Notre-Dame-de-France | Paris 13e |
| 8 ex aequo | Lycée L'Alma                             | Paris 7e  |
| 10         | Lycée Fénelon                            | Paris 8e  |

Les deux premiers établissements du classement Le Figaro Étudiant n'appartenant pas à l'Île-de-France sont classés respectivement quatorzième et dix-neuvième. Ce sont :
|    | Nom du lycée                                                 | Ville   |
| 14 | Lycée de l'École supérieure des arts appliqués et du textile | Roubaix |
| 19 | Ecole Collège Lycée                                          | Landser |

#### Le Parisien
Le Parisien - Aujourd'hui en France publie en 2023 un classement dont il ne précise pas tous les critères, tout en indiquant qu'il s'appuie en partie sur les indicateurs IVAL. Les dix meilleurs établissements français sont :
|    | Nom du lycée             | Ville     |
| 1  | Lycée Thiers             | Marseille |
| 2  | Charles de Foucauld      | Paris 18e |
| 3  | Lycée Hélène-Boucher     | Paris 20e |
| 4  | Lycée Charlemagne        | Paris 4e  |
| 5  | Lycée Louis-le-Grand     | Paris 5e  |
| 6  | Lycée Albert-Châtelet    | Douai     |
| 7  | Lycée Vaugelas           | Chambéry  |
| 8  | Lycée Claude-Monet       | Paris 13e |
| 9  | Lycée Pierre-Marie-Théas | Montauban |
| 10 | Lycée Victor-Hugo        | Paris 13e |